# Francesco Argentino
Francesco Argentino (* um 1450 in Venedig; † 23. August 1511 in Rom) war Bischof von Concordia und Kardinal der Römischen Kirche.

## Leben
Nach einem Studium der Rechtswissenschaften in Padua war er in Venedig zunächst als Jurist tätig, wurde er später Kanoniker und 1494 Pfarrer von Salzano. In Rom wurde er Familiar des Kardinals Giuliano della Rovere und 1506 Bischof von Concordia. Papst Julius II. ernannte ihn in seinem sechsten Konsistorium am 10. März 1511 zum Kardinalpriester und verlieh ihm die Titelkirche San Clemente.
Nach seinem Tod wurde sein Leichnam nach Concordia überführt und in der dortigen Kathedrale beigesetzt.